# 661

## Nașteri
- Chen Zi'ang, poet chinez din timpul dinastiei Tang (d. 702)

## Decese
- 29 ianuarie: Ali, al patrulea calif bine-călăuzit și primul imam șiit (n. 601)

- Aripert I (Aribert), rege al longobarzilor (n. ?)